# Bakács István
Bakács István János (Budapest, 1908. január 31. – Budapest, 1991. február 15.) magyar történész, levéltáros.

## Élete
Apja Bakács (1898-ig Birkhoffer) István (1876–?) felsőkereskedelmi iskolaigazgató, anyja Rajos Lujza.
1931-ben szerzett történelem–latin szakos tanári és bölcsészdoktori oklevelet a Pázmány Péter Tudományegyetemen. 1946-ban a 18. századi magyar gazdaság- és társadalomtörténet tárgykörből magántanári képesítést szerzett. 1971-ben a történelemtudományok kandidátusa lett.
1931–1932-ben a bécsi Magyar Történeti Intézet ösztöndíjasa volt, majd mint levéltári gyakornok 1933-1934-ben belföldi ösztöndíjas lett. 1934–1936 között a Magyar Nemzeti Múzeum Levéltári Osztályának segédlevéltárosa, 1936-1953 között a Magyar Országos Levéltár levéltárosa, 1953-1959 között a Családi Levéltárak és Gyűjtemények Osztályának főlevéltárosa, 1959-1970 között a Magánlevéltárak és Gyűjtemények Osztályának vezetője, 1970-1973 között az ún. Forrástudományi Kabinet vezetője.
1946-1951 között a Pázmány Péter Tudományegyetem (majd ELTE) magántanára.
Felesége Csoma Mária középiskolai tanár. Gyermekei István és Bernadette.
1934-1938 között Dóczy Jenővel, Gerendás Ernővel és Wellmann Imrével szerkesztette és összeállította A magyar gazdasági irodalom első századainak könyvészete 1505–1830 című kiadvány két kötetét.

## Művei
- 1930 A regéci uradalom gazdálkodása a XVIII. században. Trautsohn herceg regéci uradalmának terméseredményei a XVIII. század első felében. Tanulmányok a magyar mezőgazdaság történetéhez I. Budapest.
- 1933 A sómonopólium Magyarországon III. Károly korában. Századok.
- 1933 Törekvések a magyar állami jövedelmek fokozására az 1716–17. évi török háborúk után. Bécsi Magyar Történeti Intézet Évkönyve III.
- 1936 A magyar jobbágy a XVIII. században. Századok.
- 1941/ 1991 Mezőgazdasági fejlődés. Magyar művelődéstörténet IV. Budapest.
- 1943 Hont vármegye középkori egyházas helyei. Regnum 1942-1943, 9-23.
- 1946 Az ugarföldek megművelésének kérdése és a magyar kormányhatóságok. Levéltári Közlemények.
- 1947 Mezőgazdaságunk és az agrár szakirodalom a XVIII. században. Századok.
- 1953 Családok, testületek és intézmények levéltárai. Összeáll. Levéltári alapleltárak 7. Budapest.
- 1955 A Festetics-család keszthelyi levéltára. Összeáll. Levéltári alapleltárak 1. Budapest.
- 1956 Az Esterházy-család hercegi ágának levéltára. Levéltári alapleltárak 2. Budapest.
- 1957 A dicalis összeírások. A történeti statisztika forrásai. Budapest.
- 1958 A Széchenyi-család levéltára. Levéltári alapleltárak 5. Budapest.
- 1963 A Zichy-család levéltára. Összeáll. Levéltári alapleltárak 22. Budapest.
- 1963 A török hódoltság korának népessége. Magyarország történeti demográfiája. Budapest.
- 1965 A magyar nagybirtokos családok hitelügyletei a XVII–XVIII. században. Kandidátusi értekezés. Budapest.
- 1965 A Károlyi-család nemzetségi és fóti levéltára. Összeáll. Levéltári alapleltárak 33. Budapest.
- 1967 A Dessewffy-család levéltára. Összeáll. Budapest.
- 1971 Hont vármegye Mohács előtt. Budapest.
- 1982 Iratok Pest megye történetéhez 1002–1437. Budapest.